# الجليل (أسماء الله الحسنى)

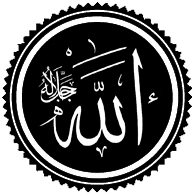

اسم الله الجليل لم يرد اسماً في الكتاب أو السنة
ولكنه ورد وصفاً في القرآن.
- بقول القرآن:﴿وَيَبْقَى وَجْهُ رَبِّكَ ذُو الْجَلالِ وَالإِكْرَامِ﴾، * وقول القرآن أيضاً:﴿تَبَارَكَ اسْمُ رَبِّكَ ذِي الْجَلالِ وَالإِكْرَامِ﴾،

وفرق كبير بين الاسم والوصف. فمثلاً نجد أن الله سبحانه وتعالى قد سمى نفسه القوي
بقول القرآن:﴿وَهُوَ الْقَوِيُّ الْعَزِيزُ﴾ ولكن عندما وصف نفسه عز وجل بالقوة قال:﴿ذُو الْقُوَّةِ الْمَتِينُ﴾.
والله سبحانه وتعالى سمى نفسه الرحمن الرحيم في قوله:﴿تَنْزِيلٌ مِنَ الرَّحْمَنِ الرَّحِيمِ﴾.ولكن عندما وصف نفسه بالرحمة قال:﴿وَرَبُّكَ الْغَنِيُّ ذُو الرَّحْمَة﴾.
وممن عدّ (‌الجليل) ‌من ‌أسماء ‌الله تعالى: الخطابي في كتابه "شأن الدعاء"، والبيهقي في كتابه "الأسماء والصفات". قال الخطابي في معناه: الجليل: ‌هو ‌من ‌الجلال، ‌والعظمة، ‌ومعناه: ‌منصرف ‌إلى ‌جلال ‌القدرة ‌وعظم ‌الشأن فهو الجليل الذي يصغر دونه كل جليل، ويتضع معه كل رفيع.
وقال أبو سليمان الخطابي في بيان معنى (ذو الجلال والإكرام) فقال: الجلال مصدر ‌الجليل، يقال: جليل من الجلالة والجلال، والإكرام مصدر أكرم يكرم إكراماً والمعنى أن الله عز وجل يستحق أن يجل ويكرم فلا يجحد ولا يكفر به، وقد يحتمل المعنى أنه يكرم أهل ولايته ويرفع درجاتهم بالتوفيق لطاعته في الدنيا، ويجلهم بأن يتقبل أعمالهم ويرفع في الجنان درجاتهم وقد يحتمل أن يكون أحد الأمرين - وهو الجلال - مضافاً إلى الله تعالى بمعنى الصفة له والآخر مضافاً إلى العبد بمعنى الفعل منه، كقوله سبحانه وتعالى: ﴿هو أهل التقوى وأهل المغفرة﴾، فانصرف أحد الأمرين إلى الله سبحانه وتعالى وهو المغفرة والآخر إلى العباد وهو أهل التقوى والله أعلم.
وروى البيهقي بسنده عن الأعرج، عن أبي هريرة، قال: قال رسول الله: "إن لله تسعة وتسعين اسماً مائة إلا واحداً من أحصاها دخل الجنة وهو وتر يحب الوتر: وهو الله الذي لا إله إلا هو الرحمن الرحيم الملك القدوس السلام المؤمن المهيمن العزيز الجبار المتكبر الخالق البارئ المصور الغفار القهار الوهاب الرزاق الفتاح العليم القابض الباسط الخافض الرافع المعز المذل السميع البصير الحكم العدل اللطيف الخبير الحليم العظيم الغفور الشكور العلي الكبير الحفيظ المقيت الحسيب ‌الجليل الكريم الرقيب المجيب الواسع الحكيم الودود المجيد الباعث الشهيد الحق الوكيل القوي المتين الولي الحميد المحصي المبدئ المعيد المحيي المميت الحي القيوم الواجد الماجد الواحد الصمد القادر المقتدر المقدم المؤخر الأول الآخر الظاهر الباطن الوالي المتعالي البر التواب المنتقم العفو الرؤوف مالك الملك ذو الجلال والإكرام المقسط الجامع الغني المغني المانع الضار النافع النور الهادي البديع الباقي الوارث الرشيد الصبور الكافي".
وقال البيهقي أيضاً: ومنها «‌الجليل» وذلك مما ورد به الأثر عن النبي صلى الله عليه وسلم في خبر الأسامي وفي الكتاب:﴿ذو الجلال والإكرام﴾، ومعناه المستحق للأمر والنهي، فإن جلال الواحد فيما بين الناس إنما يظهر بأن يكون له على غيره أمر نافذ لا يجد من طاعته فيه بداً، فإذا كان من حق الباري جل ثناؤه على من أبدعه أن يكون أمره عليه نافذاً، وطاعته له لازمة، وجب له اسم ‌الجليل حقاً، وكان لمن عرفه أن يدعوه بهذا الاسم، وبما يجري مجراه.
وهناك من جعل الإضافة بمعنى الاسمية فجعل ذو الجلال والإكرام من أسمائه تعالى، ومنهم قوام السنة في كتابه "المحجة"، والقرطبي في كتابه "الأسنى".
قال إسماعيل التيمي الأصبهاني: ومن الأسماء المضافة ‌ذو ‌الجلال ‌والإكرام: والمعنى أن الله مستحق أن يجل ومستحق أن يكرم ولا يكفر، وقيل معنى الإكرام: إكرامه عباده الصالحين بأن يحلهم دار كرامته، فيكون الإكرام من قبله للعباد لا من العباد له.
وقال القرطبي: الجليل: ولم يرد هذا الاسم بهذه الصيغة في التنزيل وورد ذو الجلال والإكرام، والجليل: من قولهم جلال، ولما قال أبو سفيان يوم أحد: أعل هبل، قال رسول الله: "الله أعلى وأجل".

## الاستنتاج
ونستنتج من هذه الأدلة القرآنية أن الله وصف نفسه بذو القوة وسمى نفسه القوي ووصف نفسه بذو الرحمة وسمى نفسه الرحمن الرحيم وأيضاً وصف نفسه بذو الجلال والإكرام.
ولما كانت أسماء الله توقيفية فلا يمكننا أن نسمي الله إلا بما سمى به نفسه وعلى هذافان الجليل ليس من أسماء الله الحسنى جل جلاله وتقدست اسمائه.